# Beautiful Liar
Beautiful Liar è un singolo della cantante statunitense Beyoncé e della cantante colombiana Shakira, pubblicato il 5 marzo 2007 come primo estratto dalla riedizione del secondo album in studio B'Day.
Prodotto dagli Stargate, il singolo ha avuto particolare successo nel mondo, vincendo nel 2007 un MTV Video Music Award come "Miglior Collaborazione".

## Descrizione
Il duetto è stato confermato da Beyoncé in un'intervista concessa ad Univision nel dicembre 2006. In un'intervista ad MTV nel febbraio 2007 ha poi descritto come abbia incontrato Shakira molte volte in vari premi e spettacoli negli ultimi anni e di come entrambe desiderassero collaborare insieme. Quando Beyoncé la invitò a registrare una canzone per la ripubblicazione del suo secondo album, B'Day, Shakira era impegnata in tour e aveva difficoltà a rispettare le scadenze. Nonostante ciò, «ce l'abbiamo fatta, perché siamo l'una fan dell'altra e rispettiamo i rispettivi lavori». Beyoncé e Shakira registrarono le rispettive parti in studi separati con il vincitore di Grammy Gustavo Celis.

Il testo è stato scritto da Beyoncé stessa in collaborazione con Amanda Ghost, Ian Dench e i membri degli Stargate, Mikkel S. Eriksen e Tor Erik Hermansen. Riguardo al suo significato, la cantante ha affermato che tratta dell'emancipazione femminile, in accordo con il tema dell'album. Le protagoniste cantano infatti di essere state affascinate dallo stesso uomo, ma invece di litigare per lui, hanno deciso di non cominciare un'inutile tragedia:

## Promozione
Il brano apparve su internet nel febbraio 2007 ma fu pubblicato ufficialmente il 28 aprile nel Regno Unito e il 15 maggio negli Stati Uniti d'America.
La canzone è stata prodotta in diverse versioni. L'artista reggaeton portoricano Don Omar registrò alcune strofe per un remix della canzone, che però non fu pubblicato. Nel Regno Unito la maggior parte delle stazioni radio, come BBC Radio 1, proposero una versione remixata dai Freemasons, caratterizzata da sonorità più EDM. È stata prodotta anche una versione spanglish del brano senza Shakira, intitolata Bello embustero.
Beautiful Liar fu candidata ai Grammy Award del 2008 nella categoria "Miglior Collaborazione Pop". La versione spagnola del brano fu nominata ai Latin Grammy Award come "Canzone dell'anno". In Europa il brano fu premiato come "Best-Selling British Song" agli Ivor Novello Awards del 2008. Nonostante fosse una canzone statunitense Beautiful Liar fu inclusa nelle candidature perché includeva gli autori britannici Amanda Ghost e Ian Dench.

## Video musicale
Il videoclip fu diretto dal regista Jake Nava, che aveva già collaborato con Beyoncé per altri video. Fu girato spontaneamente, dopo aver provato per soli quaranta minuti. Beyoncé imparò le coreografie da Shakira, che ne creò la maggior parte e le insegnò alcuni movimenti di danza del ventre. L'idea di sembrare delle sosia fu di Beyoncé, che una volta vide un ragazzo ballare e lei pensò che fosse davanti a uno specchio, finché non capì che stava ballando con un altro ragazzo.
La prima metà del video mostra Beyoncé e Shakira in luoghi separati. All'inizio del fumo maschera le facce delle donne. Al procedere del video vengono mostrate in ambienti tra loro contrapposti, tra cui: un'alba (Beyoncé) e il crepuscolo (Shakira); in mezzo alle foglie spazzate dal vento; canne di bambù ricoperte da orchidee gialle; una stanza con luci al neon e scritte in avestico sul muro; e infine nel mezzo di un temporale. Passi di danza lenta e del ventre sono mostrati per tutta la durata del video. Le donne portano un taglio di capelli simile e dei vestiti neri per tutta la durata del video suscitando molto successo.
Beautiful Liar fu nominato come "Video dell'anno" agli BET Awards del 2007, premio però andato a un altro video di Beyoncé, Irreplaceable. Agli MTV Video Music Award del 2007 vinse nella categoria "Miglior collaborazione", una nuova categoria inserita nello show di quell'anno. Per la premiazione, solo Beyoncé ritirò il premio perché Shakira era in Canada durante la cerimonia.
Il 13 febbraio 2008 viene eletto "video più sexy" dai lettori del periodico Playboy.

## Tracce
US Single
1. Beautiful Liar (feat. Shakira) – 3:21
2. Beautiful Liar (Bello Embustero) (Spanish Version) – 3:22
3. Beautiful Liar (feat. Sasha Fierce a.k.a. Beyoncé) (Spanglish Version) – 3:21
4. Beautiful Liar (Instrumental) – 3:19

Australian Single
1. Beautiful Liar (feat. Shakira) – 3:19
2. Beautiful Liar (feat. Shakira) (Freemasons Remix Edit) – 3:27

European Single
1. Beautiful Liar (feat. Shakira) – 3:19
2. Beautiful Liar (feat. Shakira) (Freemasons Remix Edit) – 3:27
3. Irreplaceable (Maurice Joshua Remix Edit) – 4:03
4. Déjà vu (Freemasons Radio Mix) – 3:15
5. Beautiful Liar (Video) – 3:34

## Successo commerciale
Beautiful Liar ha debuttato alla posizione 94 della classifica Billboard Hot 100 solo con i download digitali. La settimana successiva salì di 91 posizioni fino alla terza con vendite digitali di 150.000 copie, segnando un record per il maggior movimento nella storia della classifica, record poi battuto da Britney Spears con Womanizer e successivamente da Kelly Clarkson con My Life Would Suck Without You. Nella classifica Billboard Pop 100, il singolo passò dalla posizione 77 alla 3. Beautiful Liar divenne anche uno dei pochi singoli a debuttare in prima posizioni in entrambe le classifiche Billboard Hot Digital Tracks e Hot Digital Songs charts. A metà maggio, il singolo raggiunse la vetta della Billboard Hot 100, divenendo il quinto dall'album B'Day a raggiungere la prima posizione. Nel febbraio del 2009, Beautiful Liar fu certificato disco di platino dalla RIAA per aver venduto più di un milione di copie.
Nei mercati internazionali il singolo è andato meglio, raggiungendo le prime dieci posizioni nelle classifiche di 32 paesi. Divenne così un'altra hit mondiale per Shakira e Beyoncé, che entrambe avevano già pubblicato internazionale una hit prima di Beautiful Liar: Beyoncé Déjà vu e Shakira Hips Don't Lie. Nel Regno Unito, il remix dei Freemasons fu ampiamente promossa dalle stazioni radio, inclusa la BBC Radio 1. Debuttò, due settimane prima della pubblicazione del singolo, nella Official Singles Chart alla decima posizione, divenendo così il miglior debutto per entrambe Beyoncé e Shakira contando solo i download digitali. Nella prima settimana ha venduto 37.500 unità. Con la pubblicazione del singolo fisico, il singolo arrivò al primo posto, divenendo così la terza numero uno per Beyoncé e la seconda per Shakira; ha mantenuto la posizione per tre settimane. Il 20 giugno 2007, il singolo fu certificato disco d'argento per aver venduto più di 200.000 copie.
In Australia, il singolo arrivò in quinta posizione, divenendo il cinquantunesimo singolo del 2008 in termini di vendite. L'Australian Recording Industry Association diede la certificazione di disco di platino per aver venduto più di 70,000 unità. In Nuova Zelanda il singolo debuttò in prima posizione.
Il duetto debuttò in prima posizione della Top Singoli italiana. Si tratta del primo (e ad oggi unico) singolo numero 1 in Italia per Beyoncé e il terzo per Shakira dopo Whenever Wherever e Hips Don't Lie. Beautiful Liar è uno dei singoli di maggior successo in Italia nel nuovo millennio.

## Classifiche

### Classifiche settimanali
| Classifica (2007)         | Posizione massima |
| ------------------------- | ----------------- |
| Australia                 | 5                 |
| Austria                   | 2                 |
| Belgio (Fiandre)          | 2                 |
| Belgio (Vallonia)         | 5                 |
| Canada                    | 2                 |
| Danimarca                 | 4                 |
| Europa                    | 1                 |
| Finlandia                 | 2                 |
| Francia                   | 1                 |
| Germania                  | 1                 |
| Irlanda                   | 1                 |
| Italia                    | 1                 |
| Norvegia                  | 2                 |
| Nuova Zelanda             | 1                 |
| Paesi Bassi               | 1                 |
| Regno Unito               | 1                 |
| Repubblica Ceca           | 8                 |
| Slovacchia                | 11                |
| Stati Uniti               | 3                 |
| Stati Uniti (dance club)  | 1                 |
| Stati Uniti (latin)       | 1                 |
| Stati Uniti (R&B/hip-hop) | 70                |
| Svezia                    | 6                 |
| Svizzera                  | 1                 |
| Ungheria (Rádiós Top 40)  | 1                 |
| Ungheria (Single Top 10)  | 4                 |

### Classifiche di fine anno
| Classifica (2007) | Posizione massima |
| ----------------- | ----------------- |
| Australia         | 51                |
| Austria           | 29                |
| Belgio (Fiandre)  | 18                |
| Belgio (Vallonia) | 29                |
| Germania          | 28                |
| Grecia            | 17                |
| Nuova Zelanda     | 37                |
| Paesi Bassi       | 13                |
| Regno Unito       | 12                |
| Svizzera          | 11                |